# ロデリック・マキノン
ロデリック・マキノン（Roderick MacKinnon、1956年2月19日 - ）は、アメリカ合衆国の分子生物学者、生物物理学者。ロックフェラー大学教授。イオンチャネルの研究により、ピーター・アグレとともに2003年度ノーベル化学賞を受賞した。

## 来歴
マサチューセッツ州バーリントンに生まれる。高校卒業後はマサチューセッツ大学ボストン校に進学したが、1年後、さらに科学を学ぶためブランダイス大学に転校した。クリストファー・ミラーの研究室で細胞膜上のカルシウムの輸送の研究を行って、1978年に生化学の学士号を取った。また彼が後の妻であり研究パートナーとなったアリス・リーと出会ったのもここ、ブランダイス大学である。
ブランダイス大学で学位を受けた後、ロデリックはタフツ大学の医学部に進学した。1982年に医学博士号を取得し、ボストンのハーバードメディカルスクールで内科学の研修生となった。しかし彼は医学を修めることに不満を感じ、1986年にポスドクとしてミラーの研究室に戻った。1989年、ハーバード大学の助教に任命された。そこではカリウムチャネルとサソリ毒から得られた毒素との関係を研究し、タンパク質の精製とX線結晶構造解析の手法を学んだ。
1996年、分子生物学・生物物理学研究所の所長としてロックフェラー大学に移籍し、カリウムチャネルの構造研究を始めた。カリウムチャネルは神経系や心臓の働きに重要で、カリウムに細胞膜上を通過させる。彼が研究する以前は、チャネルの分子構造の詳細やイオンを伝達することの理由は未解明のままだった。しかし1998年、表在性タンパク質の構造が未解明だったにもかかわらず、ロデリックらはX線結晶構造解析の手法を使って細菌のカリウムチャネルの三次元構造を決定した。これにより彼は、カリウムイオンがどうして選択的に通るのか、それよりも小さいナトリウムイオンがなぜ通過できないのかという、チャネルの選択性についても説明することができた。科学雑誌はこの業績を、｢1998年の科学界の10大ニュース｣に選んだ。

## 栄誉・受賞
- 1998年 アルデン・スペンサー賞、ニューカム・クリーブランド賞
- 1999年 アルバート・ラスカー基礎医学研究賞（クレイ・アームストロング、バーティル・ヒルと共同）
- 1999年 ローゼンスティール賞（ブランダイス大学）
- 2000年 全米科学アカデミー会員選出
- 2001年 ガードナー国際賞
- 2003年 ルイザ・グロス・ホロウィッツ賞（コロンビア大学）
- 2003年 ノーベル化学賞